# 케니 매커보이
케니스 매커보이 (Kenneth McEvoy, 1994년 9월 4일 ~ )는 아일랜드의 전 축구 선수이다. 현역 시절 포지션은 윙어였다.